# Anh hùng Lao động (Việt Nam)
Anh hùng Lao động là một danh hiệu vinh dự cao nhất được Nhà nước Cộng hòa xã hội chủ nghĩa Việt Nam tặng cho những tập thể hoặc cá nhân lao động dũng cảm và sáng tạo, lập được thành tích đặc biệt xuất sắc trong sản xuất và công tác.

## Lịch sử
Danh hiệu này được chính thức đặt ra vào năm 1970 bởi Ủy ban Thường vụ Quốc hội của Việt Nam Dân chủ Cộng hòa. Ủy ban Thường vụ Quốc hội xét đề nghị của Hội đồng Chính phủ để tặng danh hiệu này cho các cá nhân hoặc tập thể đủ tiêu chuẩn. Tuy nhiên trên thực tế, tại Đại hội chiến sĩ thi đua toàn quốc lần thứ nhất năm 1952 đã có danh hiệu này.
Cuối thập niên 1990, Nhà nước Cộng hòa xã hội chủ nghĩa Việt Nam xét thấy cần đổi mới công tác thi đua khen thưởng, nên đã sửa đổi các tiêu chuẩn danh hiệu vào năm 1999. Và đến nay là Luật Thi đua khen thưởng năm 2003. Từ đó, danh hiệu Anh hùng Lao động còn được gọi dài hơn là Anh hùng Lao động thời kỳ đổi mới.